# Valérie Miles
Valerie Miles (Nova York, 1963) és una editora, escriptora, professora, investigadora de l'obra de l'escriptor Roberto Bolaño i cofundadora de la revista Granta en castellà.
El 2013 la Fundació El Libro de l'Argentina la va triar com una de "les professionals més influents" al món del llibre.

## Biografia
Valerie Miles va néixer a Nova York, tot i que es va formar a Pennsilvània. Es dedica a l'edició i al periodisme cultural des que va arribar a Espanya fa més de vint anys. Va ser directora editorial d'Emecé, on va difondre l'obra de John Cheever, Yasunari Kawabata, Silvina Ocampo i Adolfo Bioy Casares, entre d'altres, i directora associada d'Alfaguara, on va publicar John Banville o Joyce Carol Oates. Des del 2009 és directora editorial de Duomo Ediciones, segell de grup italià Mauri Spagnol, en què publica l'obra de joves autors com Carlos Yushimito, Sebastià Jovani i Rodrigo Hasbún, a més d'escriptors com Azar Nafisi, Aleksandar Hemon, Jayne Anne Phillips o John Gray, i també es dedica a projectes com la coedició de llibres de la col·lecció New York Review of Books. El 2003 va fundar amb Aurelio Major la versió en castellà de la revista Granta. Els seus articles i reportatges han estat publicats en diaris com La Vanguardia i ABC, i en revistes com The Paris Review, Harper’s i Granta. També és professora de postgrau de Traducció Literària de la Universitat Pompeu Fabra de Barcelona. Fa poc ha publicat l'antologia Mil bosques en una bellota (2012), en la qual vint-i-vuit escriptors fonamentals de la literatura en castellà presenten les pàgines predilectes de la seva obra; entre ells destaquen Javier Marías, Mario Vargas Llosa, Ana María Matute, Carlos Fuentes i Juan Goytisolo.